# Wolfen
 Wolfen 2007. június 30-ig volt város Németországban, azon belül Szász-Anhalt tartományban. 2007. július 1-jetől Bitterfeld-Wolfen városrésze.

## Története
Írott forrásban elsőként 1400-ban tűnik fel  mint Wulffen. A Szász Választófejedelemség része volt, és 1815 óta a Porosz Királysághoz  tartozott.
1909 óta működik egy Agfa-gyár Wolfenben, amelyből 1964-ben ORWO lett.
1958-ban városi jogot kapott.

## Politika
A városrészi tanácsnak 19 tagja van:
- CDU 4
- SPD 4
- Die Linke 3
- IFW-WLS-FDP 4
- Zöldek 1

## Híres szülöttei
- René Tretschok (* 1968) labdarúgó-középpályás (Hallescher FC, Borussia Dortmund, Hertha BSC, FC Grün-Weiß Wolfen)
- Karen Forkel (* 1970) gerelyhajító
- Denise Zich (* 1975) színésznő
- Christian Gille (* 1976) kenus

## Galéria

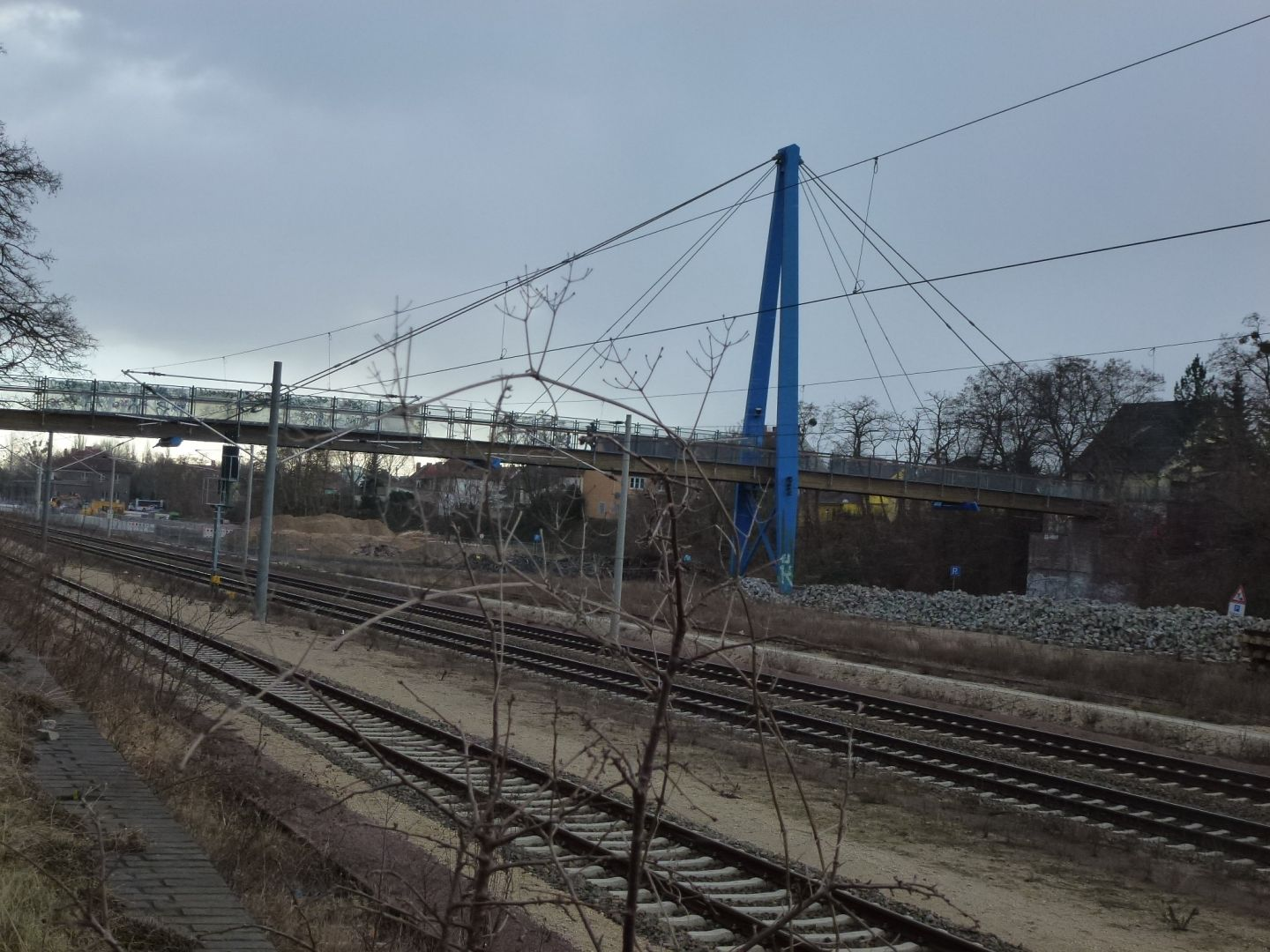
híd Am Busch
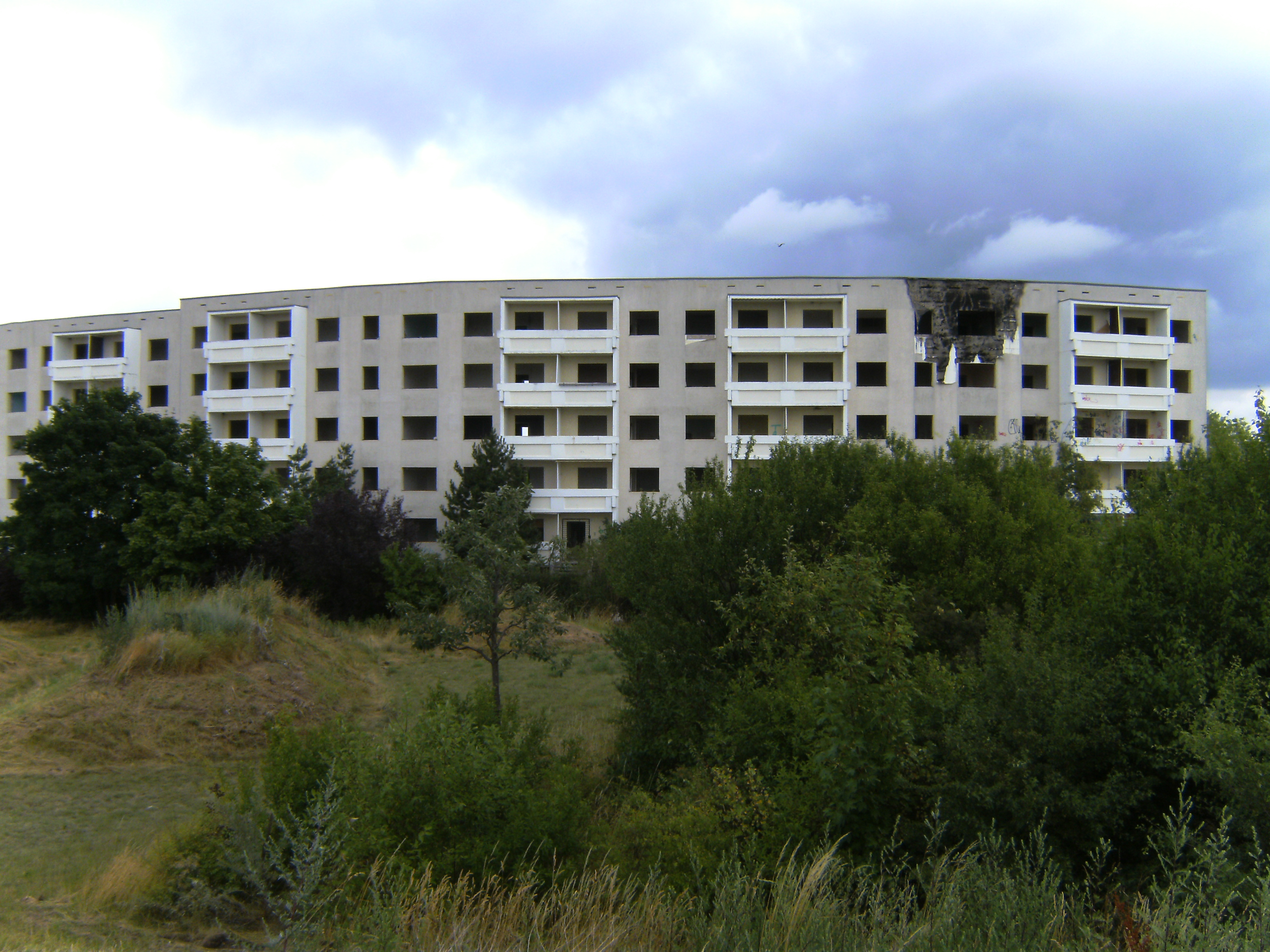
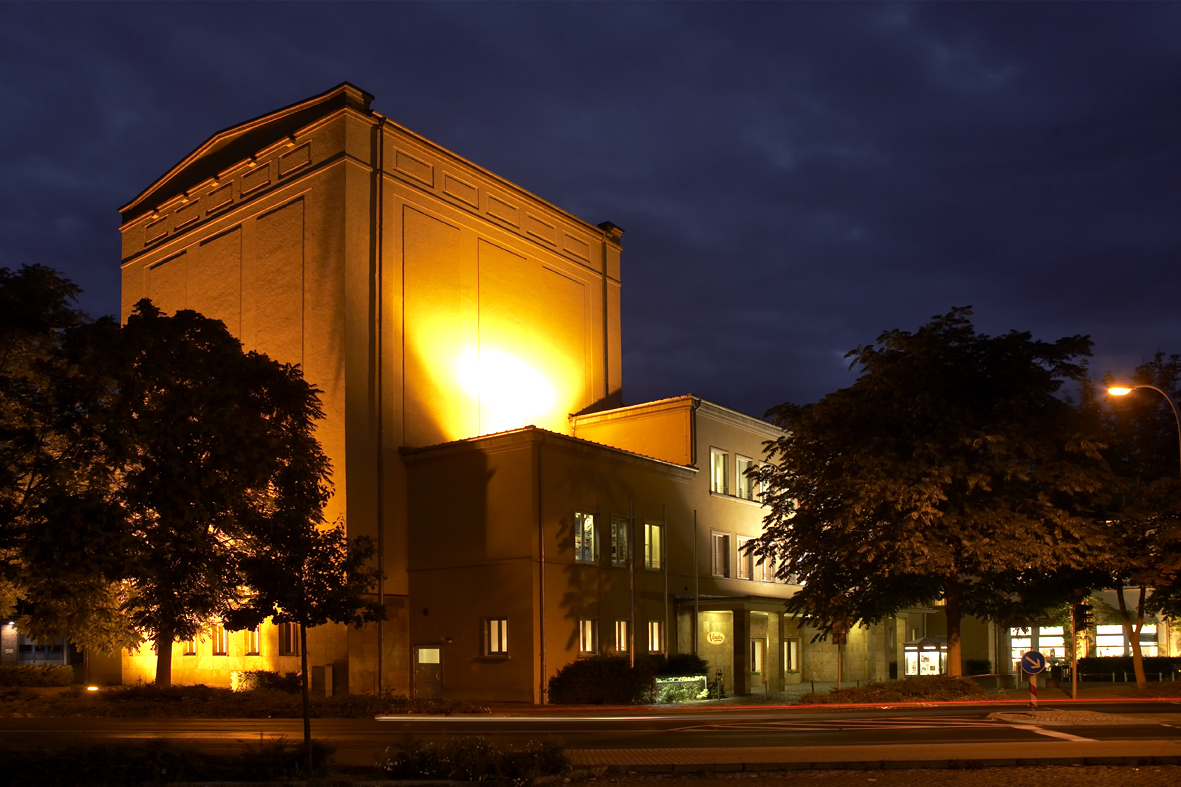
kultúrház
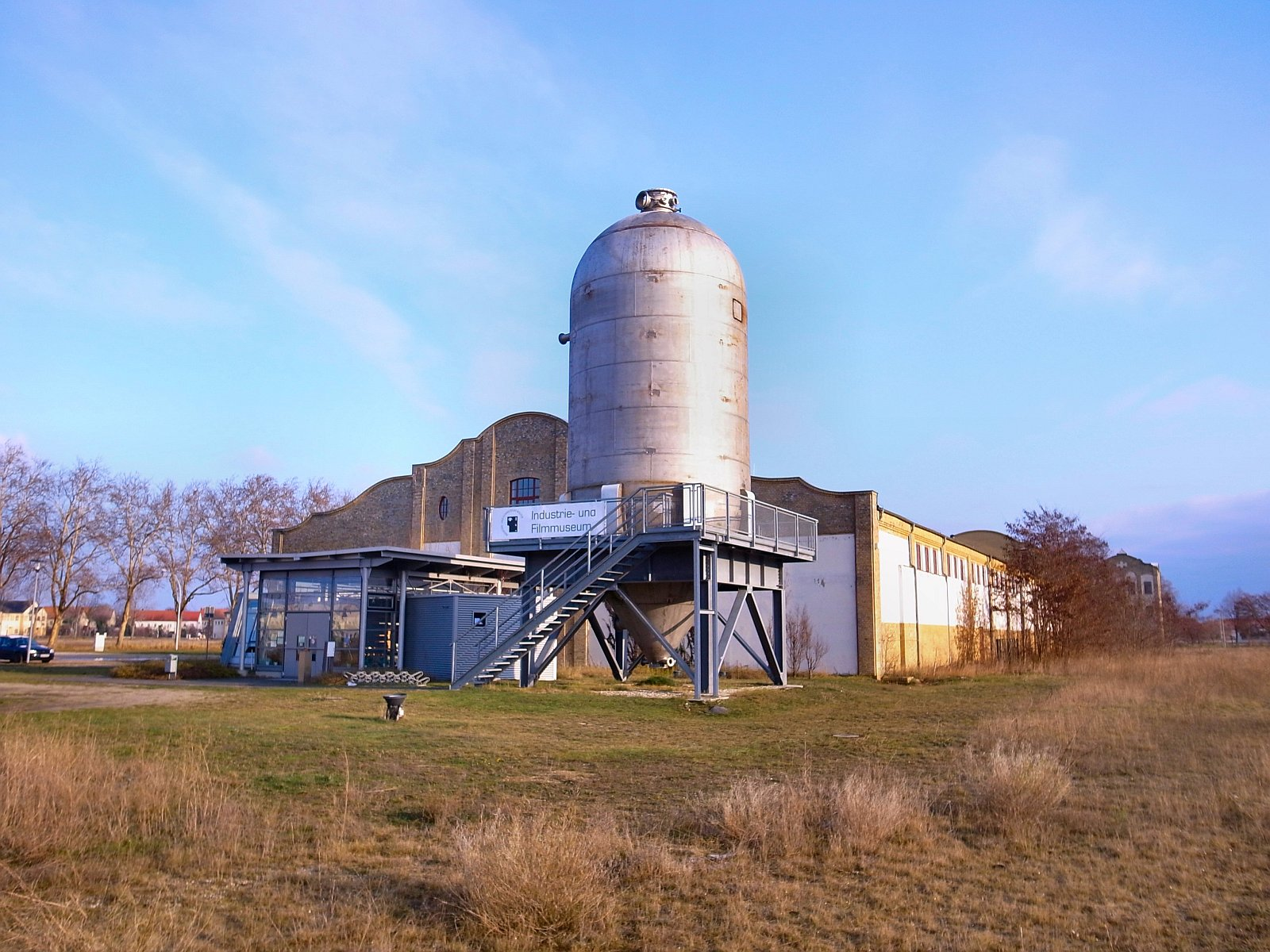
múzeum
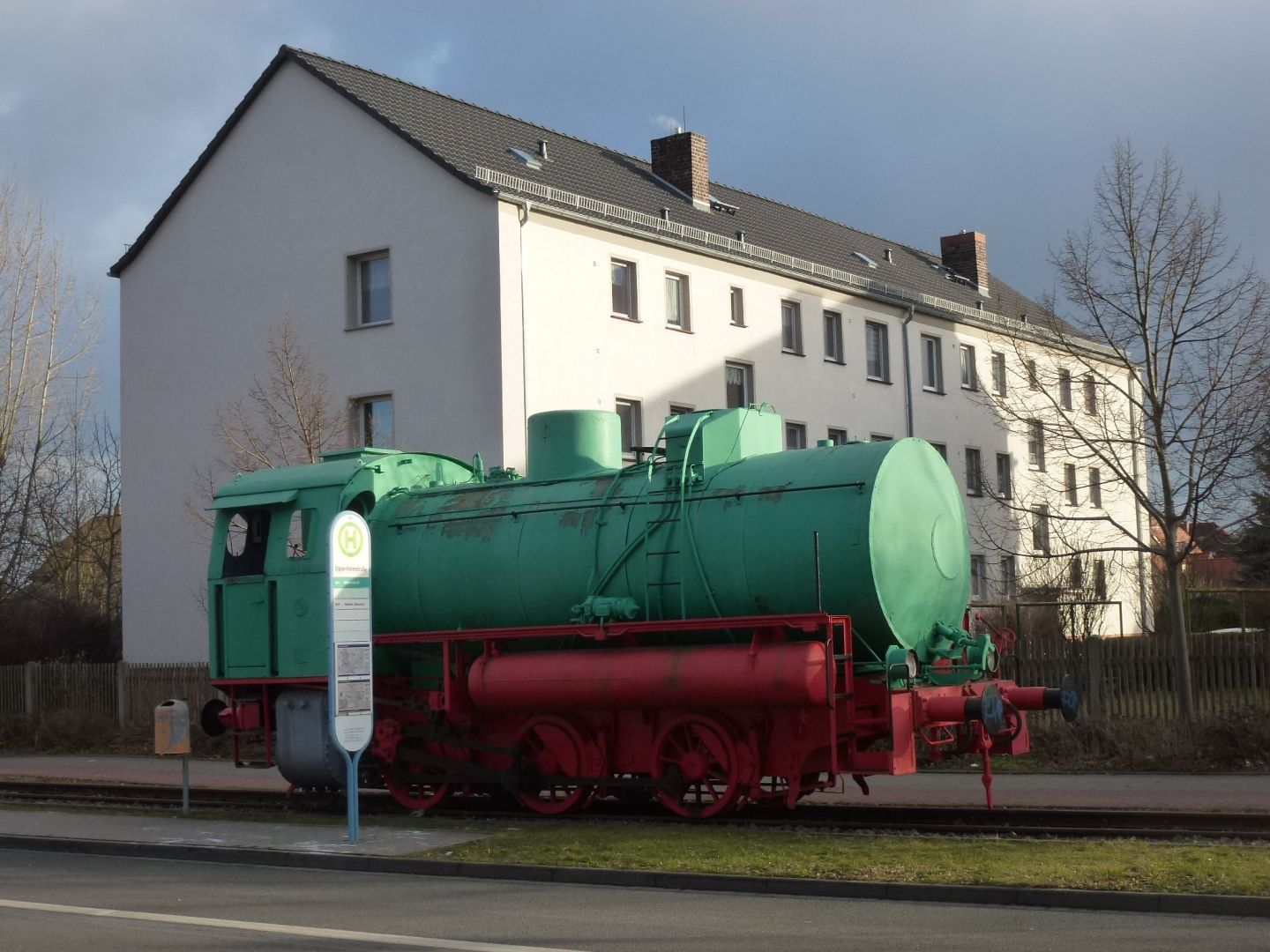
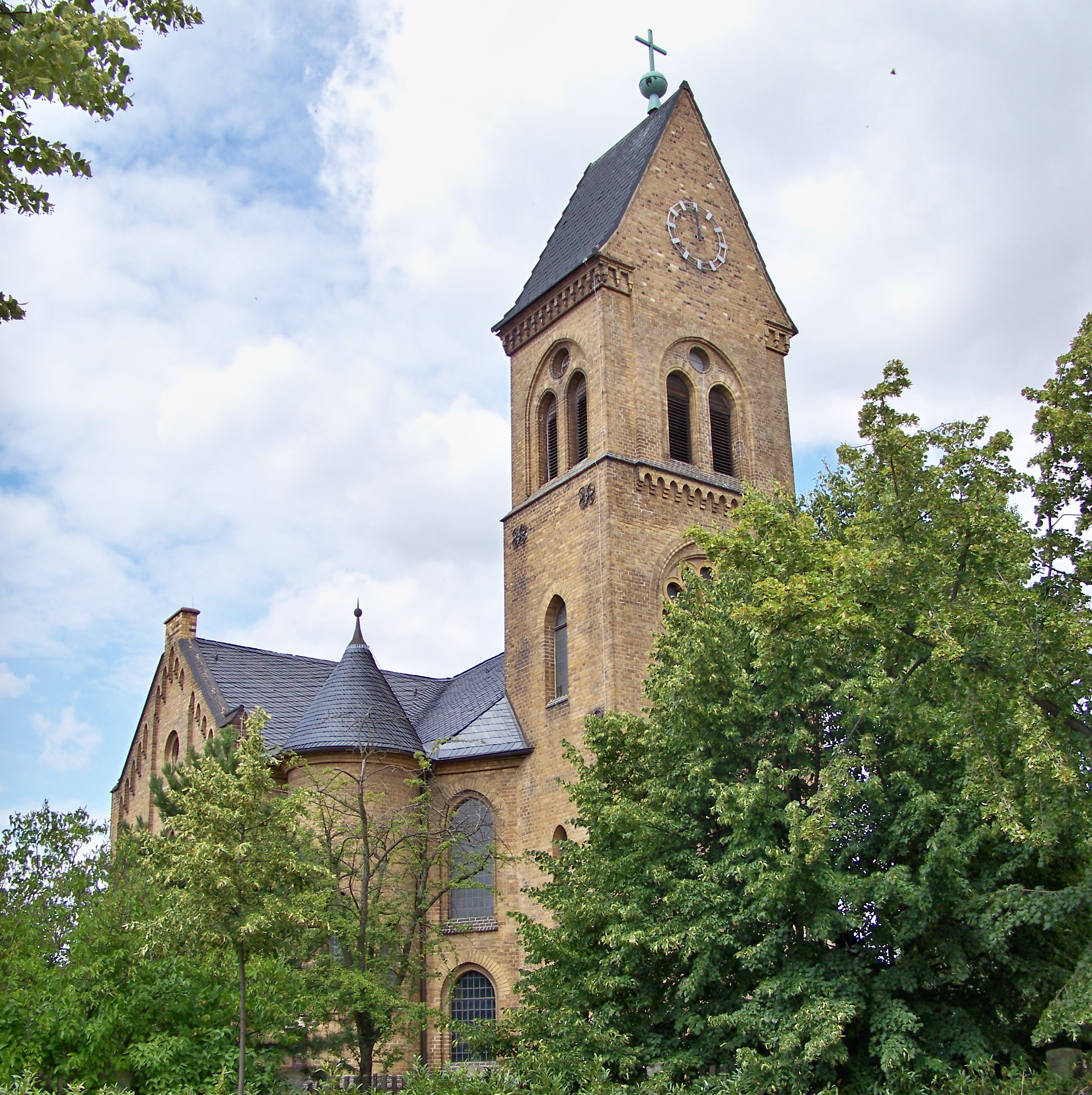
Johanneskirche

## Fordítás
Ez a szócikk részben vagy egészben  a   Wolfen című német Wikipédia-szócikk fordításán alapul.  Az eredeti cikk szerkesztőit annak laptörténete sorolja fel. Ez a jelzés csupán a megfogalmazás eredetét és a szerzői jogokat jelzi, nem szolgál a cikkben szereplő információk forrásmegjelöléseként.